# Bronisław Komorowski
Bronisław Maria Komorowski (pronuncia [brɔˈɲiswaf komoˈrofskʲi]; Oborniki Śląskie, 4 giugno 1952) è un politico polacco.
Esponente di Piattaforma Civica e, in precedenza, dell'Unione della Libertà, dal 2000 al 2001 è stato ministro della difesa nel governo guidato da Jerzy Buzek, mentre dal 2007 al 2010 ha ricoperto l'incarico di Maresciallo del Sejm. In tale qualità ha esercitato, in seguito alla morte di Lech Kaczyński, avvenuta nell'aprile 2010, le funzioni di Presidente della Repubblica, incarico che ha riassunto nell'agosto successivo, dopo la vittoria alle elezioni presidenziali. Ha terminato il mandato nel 2015.

## Gioventù
Bronisław Komorowski nacque a Oborniki Śląskie, figlio del conte Zygmunt Leon Komorowski (1924–1993) e di Jadwiga Komorowska (nata Szalkowska) (1921). La sua famiglia proviene dal territorio di Aukštaitija, nella Lituania settentrionale, e la famiglia di Komorowski aveva governato per 200 anni la regione della Żywiecczyzna nel sud della Polonia. È lontano parente della regina Mathilde d'Udekem d'Acoz attraverso sua madre Anna, contessa d'Udekem d'Acoz e nata contessa Komorowska. Dal 1957 al 1959 visse a Józefów, presso Otwock. Dal 1959 al 1966 frequentò la scuola elementare a Pruszków, dopodiché si trasferì a Varsavia, dove si diplomò alla Scuola Superiore nº 24 Cyprian Kamil Norwid.
Per molti anni fu coinvolto nel Movimento Scout; appartenne alla 75ª squadra scout della Masovia, a Pruszków. Durante gli studi, fu istruttore scout nel Battaglione 208 WDHiZ "Ombrello" a Mokotów. Sempre negli scout, conobbe la sua futura moglie.
Nel 1977 terminò gli studi al Dipartimento di Storia dell'Università di Varsavia. Dal 1977 al 1980 fu editore di "Parola Generale".

## Attività dissidente
Durante la Repubblica Popolare Polacca (PRL), agì all'interno dell'opposizione democratica come editore clandestino, e cooperò con Antoni Macierewicz al mensile Głos. Nel 1980 fu condannato insieme agli attivisti del Movimento per la Difesa dei Diritti Umani e Civili ad un mese di prigione per aver organizzato una manifestazione l'11 novembre 1979 (il giudice che presiedette il processo fu Andrzej Kryże). Dal 1980 al 1981 operò nel Centro di Investigazione Sociale di NSZZ "Solidarietà". Il 27 settembre 1981 fu uno dei firmatari della dichiarazione fondativa dei Gruppi al Servizio dell'Indipendenza, che divenne clandestino quando la Polonia fu posta sotto legge marziale. Dal 1981 al 1989 insegnò al Seminario Inferiore di Niepokalanów.

## Terza Repubblica
Dal 1989 al 1990 gestì l'ufficio del ministro Alexander Hall, e dal 1990 al 1993 fu vice ministro della Difesa Nazionale nei governi di Tadeusz Mazowiecki, Jan Krzysztof Bielecki e Hanna Suchocka. All'inizio degli anni novanta aderì all'Unione Democratica (UD), con cui fu eletto al Sejm in occasione delle parlamentari del 1991 e a quelle del 1993; quindi, nel 1994, aderì all'Unione della Libertà (UW), dopo la confluenza dell'UD in tale formazione.
Nel 1997 fuoriuscì da UW e promosse la costituzione di un nuovo gruppo parlamentare, il Gruppo Conservatore Popolare (Koło Konserwatywno-Ludowe, KKL); successivamente aderì al neonato Partito Conservatore-Popolare (Stronnictwo Konserwatywno Ludowe) che, in occasione delle parlamentari del 1997, prese parte alla coalizione rappresentata da Azione Elettorale Solidarność (Akcja Wyborcza Solidarność, AWS), nelle cui liste Komoroswki fu confermato al Sejm.
Dal 1997 al 2000 presiedette il Comitato Parlamentare di Difesa Nazionale e dal 2000 al 2001 fu Ministro della Difesa Nazionale nel governo di Jerzy Buzek.
Successivamente aderì, insieme ad altri attivisti di SKL, a Piattaforma Civica (PO), con la quale fu rieletto alle elezioni parlamentari del 2001. Nel corso del mandato parlamentare, fu vice presidente del Comitato Parlamentare di Difesa Nazionale e membro del Comitato Parlamentare per gli Affari Esteri. Divenne inoltre membro della Direzione Nazionale di PO.
Riconfermato al Sejm alle parlamentari del 2005, ne divenne vice presidente, ottenendo 398 voti a favore. Mantenne il seggio alle parlamentari del 2007, in cui ricevette 139.320 voti.

## Maresciallo del Sejm
Il 5 novembre 2007, nella prima riunione del sesto Sejm, Bronisław Komorowski fu eletto Maresciallo (Presidente) con 292 voti. L'altro contendente era Krzysztof Putra di Diritto e Giustizia, che ricevette 160 voti. Stefan Niesiołowski, Krzysztof Putra, Jarosław Kalinowski, Jerzy Szmajdziński furono eletti vice presidenti.
Il 27 marzo 2010 fu scelto dai membri di PO come loro candidato alle elezioni presidenziali dell'autunno 2010.

## Presidente della Polonia
Ha assunto la carica di Presidente della Polonia ad interim il 10 aprile 2010, a seguito della morte del Presidente Lech Kaczyński in un incidente aereo presso Smolensk, in Russia, in cui hanno perso la vita molte alte cariche della politica polacca. Il 4 luglio 2010 al ballottaggio, con il 52,1 per cento dei consensi, ha battuto Jarosław Kaczyński, fermo al 48 per cento di consensi, diventando presidente della Repubblica di Polonia.

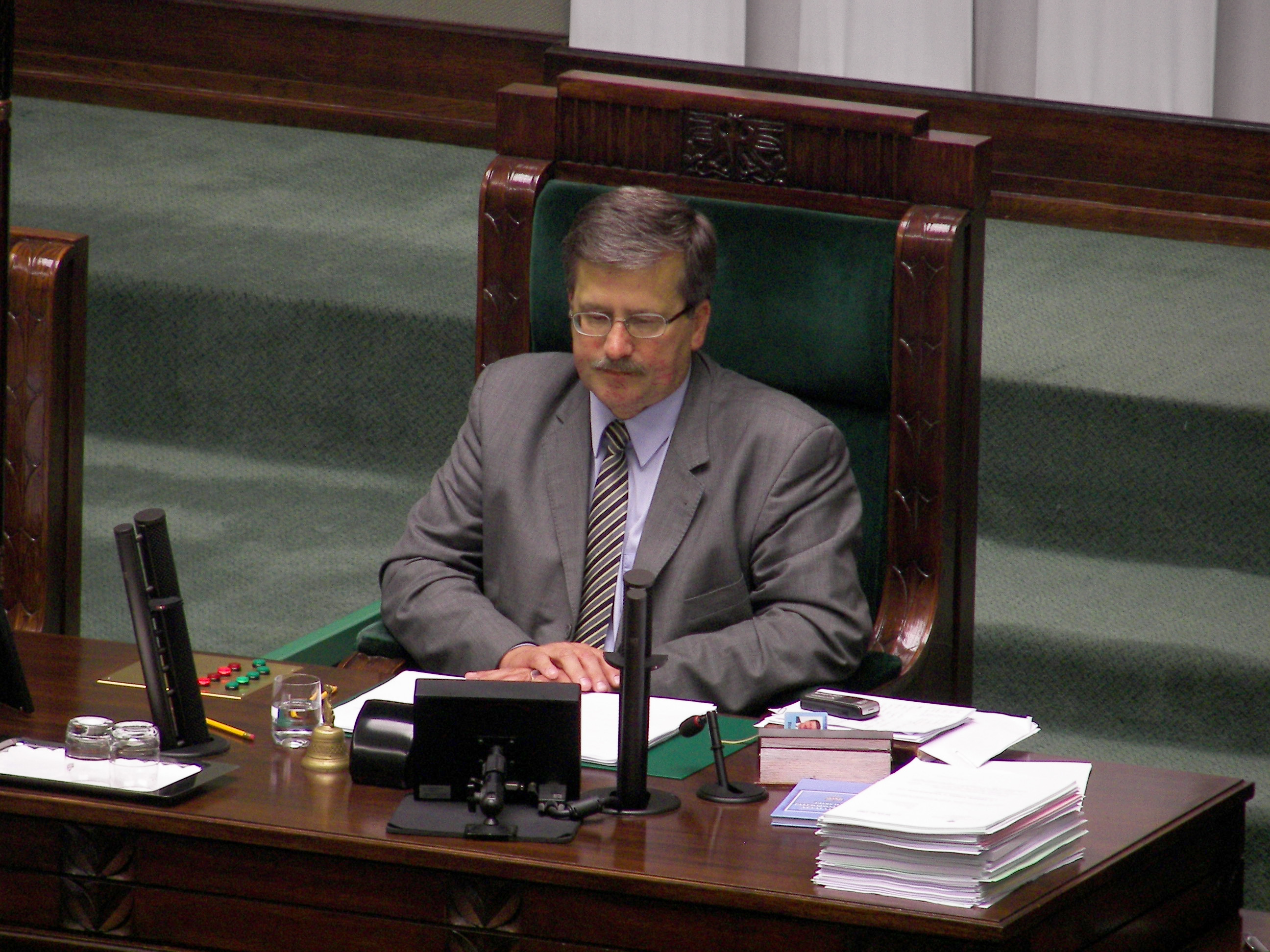
Bronisław Komorowski in carica come Vice Maresciallo del Sejm, settembre 2007

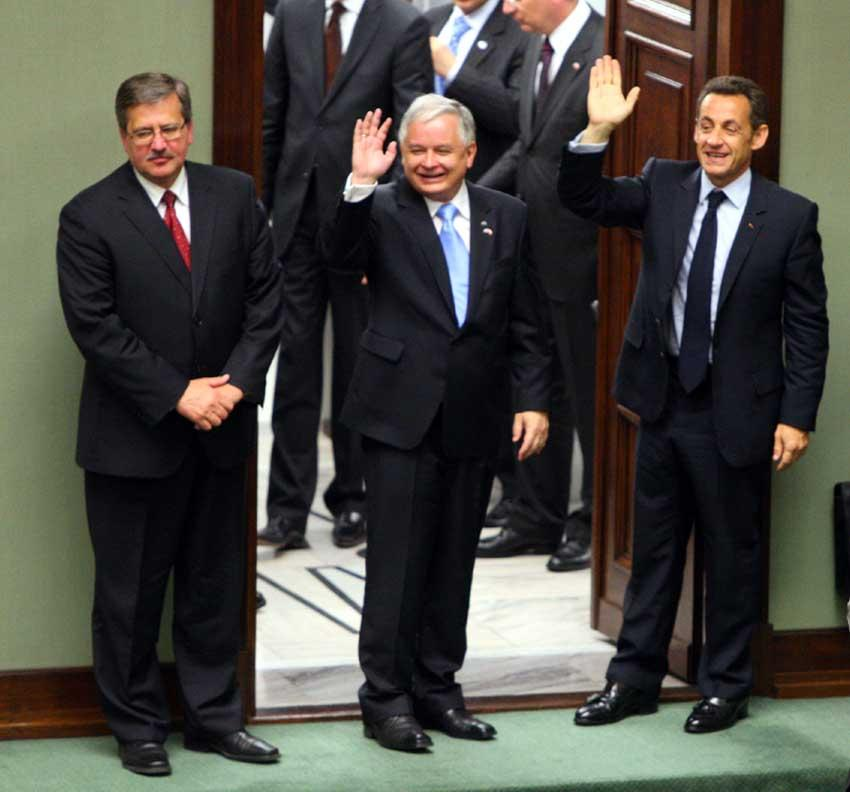
Bronisław Komorowski con Lech Kaczyński e Nicolas Sarkozy

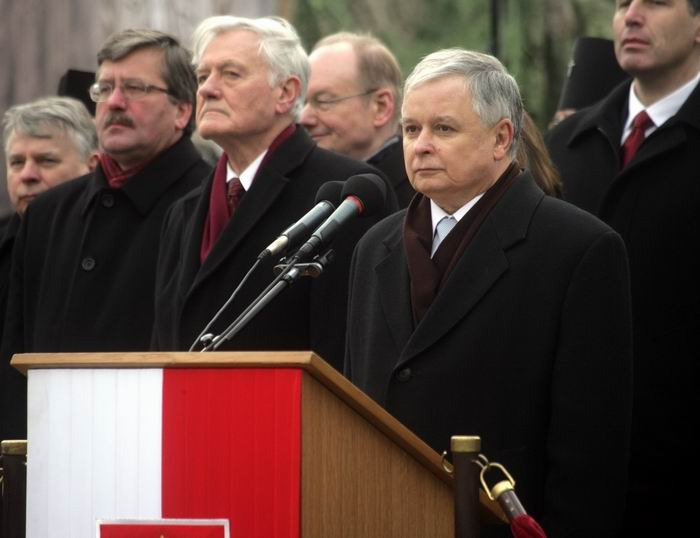
Bronisław Komorowski con Bogdan Borusewicz, Lech Kaczyński e Valdas Adamkus, 11 novembre 2007

Komorowski si è dimesso dalla carica di Maresciallo del Sejm l'8 luglio 2010 e da allora non è più Presidente ad interim; è stato succeduto sempre ad interim dal Maresciallo del Senato Bogdan Borusewicz fino al momento dell'elezione del nuovo Presidente del Sejm, che è avvenuta lo stesso giorno; Borusewicz è rimasto quindi in carica solo poche ore, ed è stato succeduto nella carica di Presidente ad interim della Polonia dal neoeletto Grzegorz Schetyna; quest'ultimo ha ceduto la carica di Presidente a Komorowski il 6 agosto 2010, quando egli è divenuto Capo dello Stato a pieno titolo. Allo scadere del suo mandato nel 2015, ricandidatosi per la carica di presidente, Bronisław Komorowski, sconfitto dal rivale euroscettico Andrzej Duda, non è stato rieletto.

## Famiglia
Dal 1977 è sposato con Anna Dembowska, con cui ha avuto cinque figli: Zofia Aleksandra, Tadeusz Jan, Maria Anna, Piotr Zygmunt e Elżbieta Jadwiga.